# Paskovac
Paskovac (en serbe cyrillique : Пасковац) est un village de Serbie situé sur le territoire de la Ville de Loznica, district de Mačva. Au recensement de 2011, il comptait 602 habitants.

## Démographie

### Évolution historique de la population
| 1948 | 1953 | 1961 | 1971 | 1981 | 1991 | 2002 | 2011 |
| ---- | ---- | ---- | ---- | ---- | ---- | ---- | ---- |
| 655  | 712  | 704  | 779  | 763  | 748  | 687  | 602  |

|  |